# Ommatius similis
Ommatius similis là một loài ruồi trong họ Asilidae. Ommatius similis được Becker miêu tả năm 1925. Loài này phân bố ở miền Ấn Độ - Mã Lai.